# ふたつの炎のあるマグダラのマリア
『ふたつの炎のあるマグダラのマリア』（ふたつのほのおのあるマグダラのマリア、仏: La Madeleine aux deux flammes, 英: Magdalene with Two Flames）、または『悔悛するマグダラのマリア』（かいしゅんするマグダラのマリア、仏: Madeleine pénitente）は、フランス17世紀の巨匠ジョルジュ・ド・ラ・トゥールが1640年頃に制作したキャンバス上の油彩画で、画家が描いた4点の『悔悛するマグダラのマリア』のうちの1点である。ニューヨークのメトロポリタン美術館に所蔵されている。

## 歴史
フランスの美術史家フランソワ＝ジョルジュ・パリゼ (François-Georges Pariset) は、1961年にユベール・コントがその年に発見したジョルジュ・ド・ラ・トゥールの絵画を発表した。それが鏡の前にいるマグダラのマリアを描いた本作で、『ふたつの炎のあるマグダラのマリア』と呼ばれるようになった。この作品に対する評価は分かれ、傑作だという人もあれば、装飾が多すぎると考えたり、真作ではないとする見方もあった。2年後、作品はニューヨークの著名な美術収集家であったライツマン夫妻の所有となり、夫妻は1978年に本作をメトロポリタン美術館に寄贈した。ちなみに夫妻は、フェルメールの『少女』を初め、エル・グレコ、ルーベンスなどの重要な作品もメトロポリタン美術館に寄贈している。

## 作品
ラ・トゥールは、イタリアのバロック期の巨匠カラヴァッジョに大きな影響を受けているものの、形体をより簡素に描く傾向にあった。本作の静謐な雰囲気は主題に完全に適合している。マグダラのマリアはイエス・キリストに出会い、悔悛と瞑想の生活のために現世の肉体的快楽に決別した。本作で、彼女は鏡の前に座しているが、鏡は「虚飾」の象徴である。同様に虚飾を表す宝石 (テーブルの上に無造作に置かれた真珠のネックレスと、地面にある、留め金がつき、真珠が編み込まれた2本の鎖および楕円形の真珠がついた黒っぽい卵形の宝石) は投げ捨てられている。彼女が手にしている頭蓋骨は「死」を象徴し、ロウソクの光は彼女の信仰による精神の「啓蒙」を表している。ロウソクの光と影の極端な対比、幾何学的な形体、そして瞑想的な雰囲気を持つこの作品はラ・トゥールの典型的な作例である。

## ギャラリー
ラ・トゥールのほかの3点の『悔悛するマグダラのマリア』

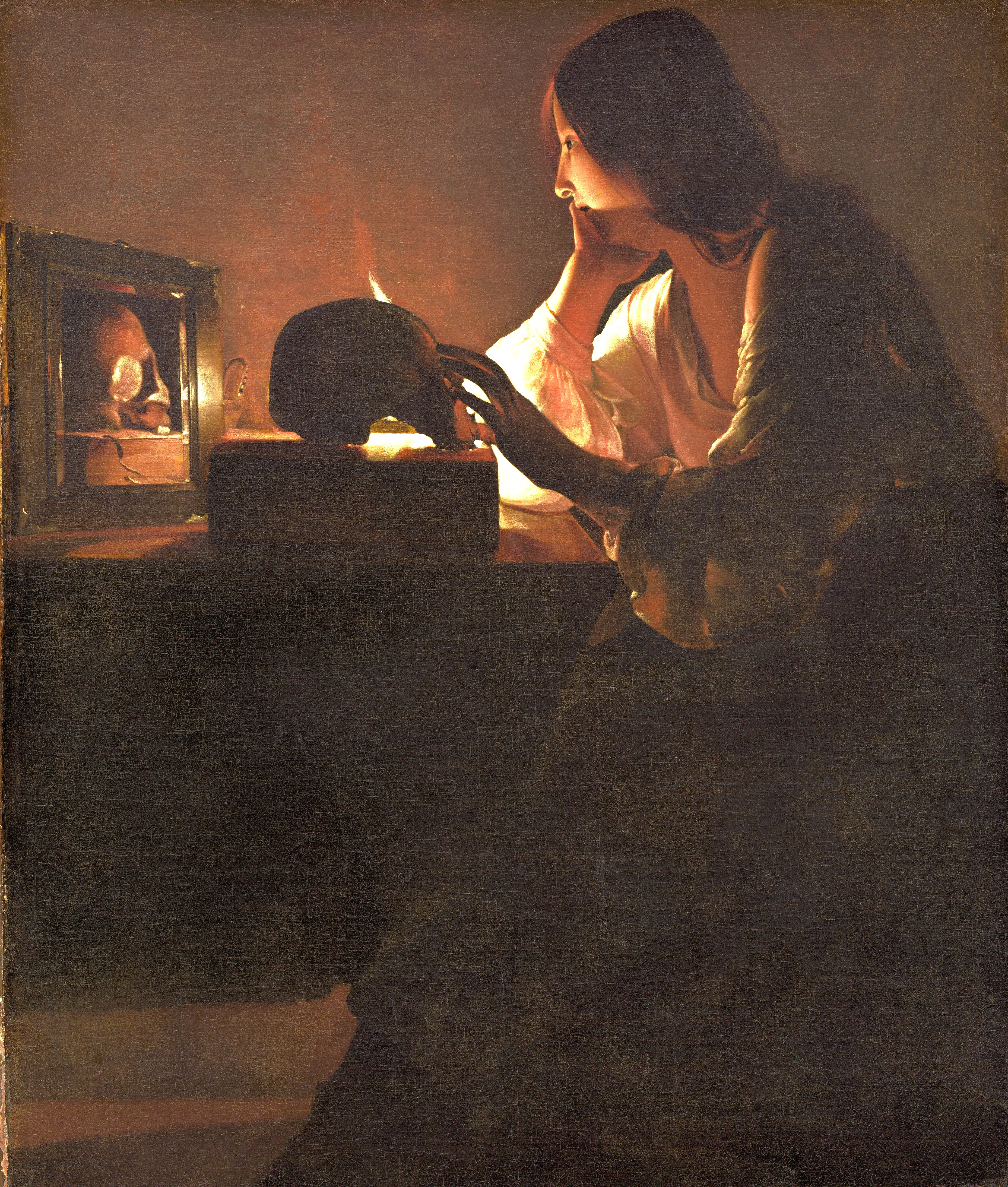
『鏡の前のマグダラのマリア』(1635-1640年)、ナショナル・ギャラリー (ワシントン)
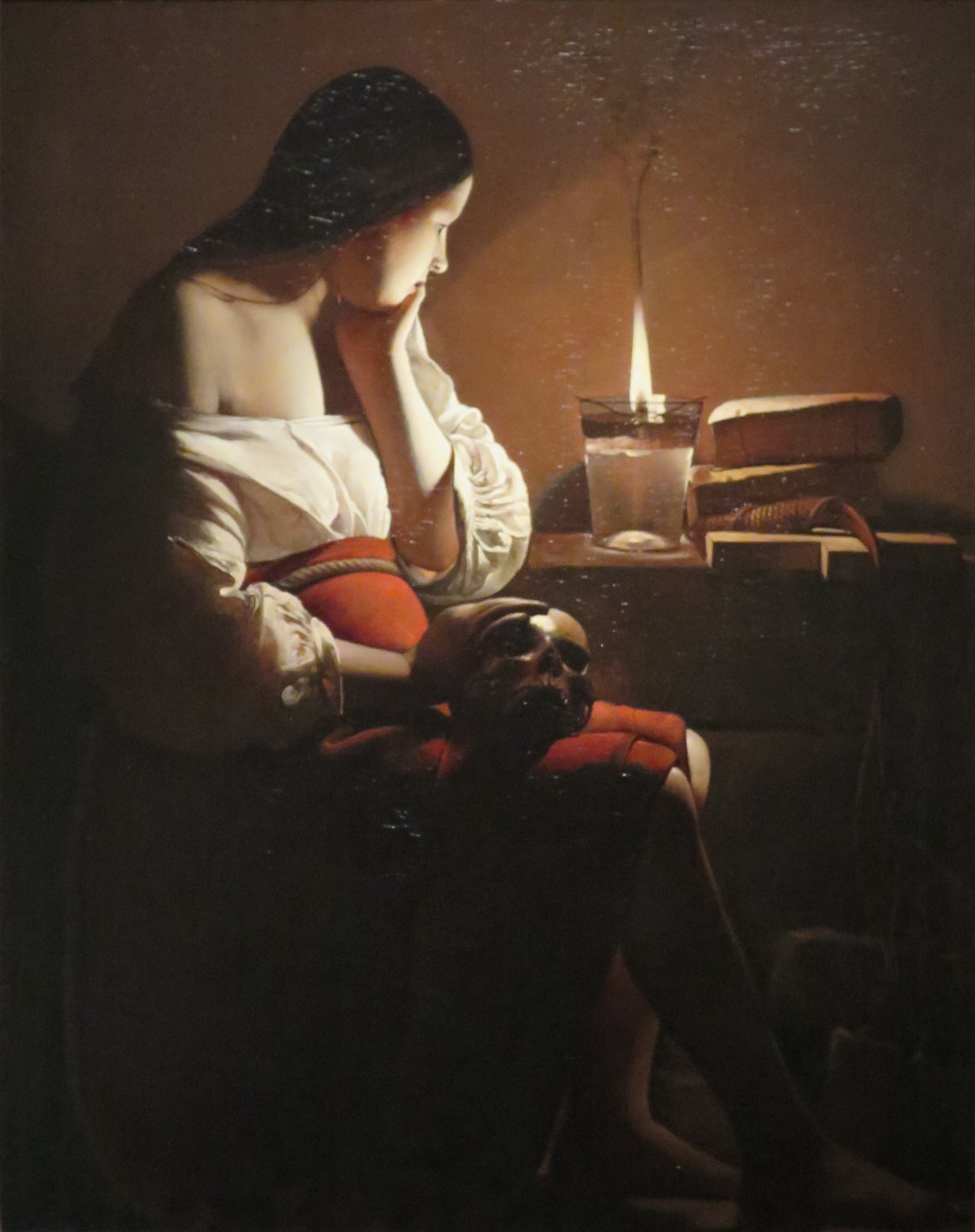
『ゆれる炎のあるマグダラのマリア』(1638-1640年頃)、ロサンゼルス・カウンティ美術館)
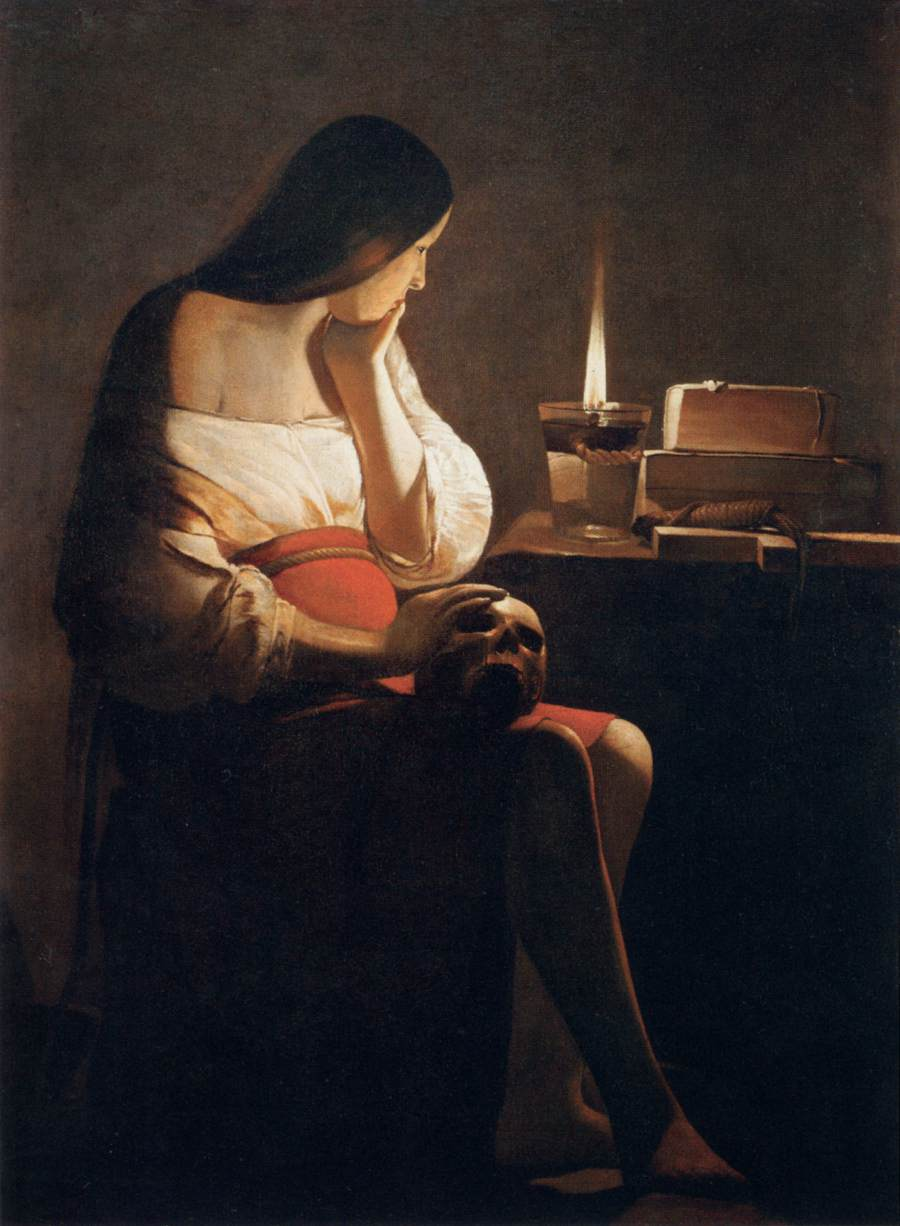
『灯火の前のマグダラのマリア』(1640年頃)、ルーヴル美術館、パリ